# Przedszpitalne leczenie fibrynolityczne
Przedszpitalne leczenie fibrynolityczne, zwane także fibrynolizą przedszpitalną – sposób postępowania terapeutycznego, polegający na podaniu pacjentowi z ostrym zespołem wieńcowym leków fibrynolitycznych, przed przyjęciem pacjenta do szpitala, najczęściej w domu pacjenta, lub w karetce ratunkowej, przez wykwalifikowany zespół ratownictwa medycznego.
Obecnie istnieją sprzeczne dane dowodzące skuteczności takiego postępowania. W metaanalizie sześciu badań klinicznych wykazano skuteczność takiego postępowania, wykazując zmniejszenie umieralności w trakcie hospitalizacji. Jednakże badanie kliniczne CAPTIM (Comparision of Angioplasty and Prehospital Thrombolysis in Acute Myocardial Infraction)  nie wykazało 30-dniowej redukcji śmiertelności pacjentów poddanych fibrynolizie przedszpitalnej.
Obecne zalecenia do stosowania fibrynoliy przedszpitalnej, zgodnie z zaleceniami towarzystw naukowych ACC/AHA (American College of Cardiology/American Heart Association) obejmują przypadki, gdy w zespole ratunkowym znajduje się lekarz lub kwalifikowany ratownik medyczny i istnieją możliwości zarejestrowania i przesłanie 12-odprowadzeniowego EKG oraz możliwość pilnego transportu do ośrodka inwazyjnego leczenia ostrych zespołów wieńcowych.